# 笹川了平
笹川了平（日语：／ Sasagawa Ryōhei），是日本漫畫和動畫作品《家庭教師HITMAN REBORN!》的虛構角色，也是本作品主要角色之一，是彭哥列家族的第十代晴之守護者。死氣炎屬性波動為"晴"，代表顏色為"黃"。

## 人物簡介
笹川京子的哥哥，並盛中學拳擊社主將。首次登場時是拳擊社主將及運動會的級長，讓人覺得他是高年級生，但是實際上只比澤田綱吉等人大一歲。是個以「極限」一詞為自己的做事原則及口頭禪的熱血男人，因為平時都以拚死心情（極限）做事，所以就算被死氣彈擊中後也完全沒有變化。
實力非常強大，在風太的「並盛中學打架強人排行榜」中處於第5位，因此被里包恩看中邀請其成為家族的一員，本人卻完全不知道。是個凡事都要與拳擊扯上關係的笨蛋，一旦看到有資質的人便想盡辦法勸對方加入拳擊社，因此在看到恰巧處於死氣狀態的阿綱後，便深受感動時常勸阿綱加入拳擊社。在熱血的外表下，其實也曾因被多瑪佐家族特有的「嘆息彈」打中陷入自怨自艾的情緒中，抱怨大家都認為拳擊是種冷門的運動，更認為京子把拳擊當作是一種「只穿內褲及護套搏擊」的運動。
小學時曾幫助受流氓騷擾的京子，導致額頭留下至今仍依稀可見的疤痕。雖然有時會與京子吵架，但也有身為哥哥心疼妹妹的一面。每次與獄寺見面都因意見不合而吵架。不相信占卜，常說自己的命運是要自己開拓的，其實非常介意自己的抽籤運很差。認為男生是處女座很奇怪，所以自稱「拳擊座」。與其外表不符，出人所意料之外的喜歡草莓口味刨冰。

## 劇中表現
日常篇
做為最熱血最極限的男人，了平永遠喜歡和熱血的人打交道。從此他便追隨著阿綱要求他學習拳擊，不知不覺中和眾人產生了深厚的友誼。
VS瓦利亞篇
由家光授予守護澤田綱吉及成為主要家族成員證明的晴之半彭哥列戒指的擁有者，修練期間拜可樂尼洛為家庭教師。利用必殺技「極限太陽」反敗為勝打敗魯斯里亞。最後阿綱成為正統繼任者，正式授予他作為守護者證據的晴之彭哥列戒指。
未來篇
- 未來篇

10年後仍是晴之守護者，且掌握家族內部情況，性格比起十年前更加穏重。彭哥列本部毀滅時他正在海外出差，從日本出發前曾給黑川花留下口信。在現代的阿綱等人到達未來世界的十三日後回國，並救出在黑曜中心打贏古羅的十年前庫洛姆。向阿綱他們傳達彭哥列本部即將於五日後突入米爾菲歐雷家族本部。
- 未來篇X

在米爾菲歐雷家族位於日本的基地中背著負傷的拉爾、山本等四人行動，但因入江正一的策略和其他人分開，之後和獄寺一起行動。打贏白沙納後，卻在與γ對戰時受了重傷，之後轉由獄寺對付γ。
後來在梅洛尼基地的超炎戒指瞬間移動時，帶著晴之彭哥列戒指來到十年後，並拿到入江正一給他的晴之彭哥列匣。和阿綱等人為十日後決戰進行特訓，並在十年後迪諾的分配下，和藍波一起接受獄寺的指導，輕鬆開啟了漢我流的匣子並讓漢我流聽命於他。
- 未來決戰篇

在和修羅開匣後的桔梗戰鬥時，成功讓漢我流的型態產生變化，變成初代晴之守護者的最強武器「被歌頌為明亮照耀天空的太陽的──納克爾的極限Break」。雖然其出拳速度遠超乎桔梗想像，但了平僅能使用超強化肉體3分鐘，再加上晴之火焰的活性的副作用，使得了平之前的傷口再次裂開。
最後因阿綱領悟出覺悟而出現的彭哥列一世令七枚彭哥列戒指解除封印，得到原版晴之彭哥列戒指。
繼承式篇
與轉學生青葉紅葉一起參加課後輔導，兩人意外臭味相投。因阿綱遭受到敵對家族襲擊，所以與其他同伴及西蒙家族等人輪流擔任阿綱的護衛。然而繼承式當天依然遭襲，了平與阿綱聯手和古里炎真戰鬥竟意外地被壓倒性打敗，彭哥列戒指也遭受到破壞。
了平以最強的覺悟點燃火炎，成功將彭哥列戒指升級成「晴之臂環Ver.X」。並跟隨阿綱前往西蒙家族聖地，搜索西蒙眾人途中意外遇到紅葉，了平將漢我流型態變化為彭哥列裝備，卻只與其戰鬥打成平手，最後兩人一起被復仇者帶走。
彩虹的詛咒篇
接受里包恩的邀請加入其陣營。在第一場戰事之中，原打算與山本等人趕到阿綱身邊幫忙，卻被代表「風」的雲雀阻止，被雲雀不屑的態度激怒的了平，因為大意反被雲雀輕鬆擊敗，最後僅獄寺與山本成功逃脫。